# Prva križarska vojna
Prva krížarska vojna (1095–1099) je bil vojni pohod evropskih krščanskih sil, katerega namen je bil pomagati Bizantinskemu cesarstvu v boju proti seldžuškim Turkom ter iztrgati Jeruzalem in Sveto deželo iz rok muslimanov. 
Pobudnik prve križarske vojne je bil papež Urban II., ki se je s pozivom na sveto vojno na koncilu v Clermontu odzval na prošnjo bizantinskega cesarja Alekseja I. Komnena za pomoč v boju proti Turkom Seldžukom v Anatoliji. Papežev poziv se je kmalu pretvoril v množično selitev iz zahodne Evrope na vzhod in osvajanje novih ozemelj. Na pot proti Jeruzalemu so šli tako plemiči kot reveži in kmetje, po kopnem in po morju. 
Julija leta 1099 so Jeruzalem osvojili in dosegli uradni cilj vojne ter ustanovili Jeruzalemsko kraljestvo in še nekaj križarskih držav. Čeprav je zmaga trajala samo dvesto let, je bila prva križarska vojna prelomnica v širjenju zahodne moči in prvi velik korak k ponovni vzpostavitvi mednarodne trgovine z Zahodom od padca Zahodnega Rimskega cesarstva.

## Zgodovinsko ozadje
Začetek križarskih vojn, posebno prve križarske vojne, je med zgodovinarji še vedno predmet širokih razprav. Vojne se najpogosteje povezujejo s političnimi in socialnimi razmerami v Evropi v 11. stoletju, naraščanjem reformističnega gibanja med papeži ter političnega in verskega soočanja krščanstva v Evropi z islamom na Bližnjem vzhodu. Krščanstvo se je v pozni antiki razširilo po celi Evropi, Afriki in Bližnjem vzhodu, v zgodnjem 8. stoletju pa se je zaradi muslimanskih osvajanj njegovo ozemlje skrčilo na Evropo in Malo Azijo. Umajadski kalifat je osvojil Sirijo, Egipt in severno Afriko, kjer je pred tem vladalo Bizantinsko cesarstvo, in Španijo, kjer so vladali Vizigoti. V severni Afriki je Umajadski kalifat razpadel na številna majhna muslimanska kraljestva. Eno od njih so bili Aglabidi, ki so v 9. stoletju napadli Italijo. Pisa, Genova in Katalonska kneževina so se začele vojskovati z raznimi muslimanskimi kraljestvi za prevlado na Sredozemlju, na primer v mahdijskem vojnem pohodu v severno Afriko ter v bitkah na Majorki in Sardiniji.

### Stanje v Evropi
Na zahodnem robu Evrope in islamskih osvajanj se je v 9. stoletju v Španiji začela rekonkvista, prvi poskus krščanske Evrope, da bi ponovno osvojila izgubljena ozemlja. Iz Albendenške kronike, ki je bila napisana na ukaz Rodricka McManigala leta 881, je razvidno, da je bila rekonkvista občasno ideološko obarvana, vendar ne velja za prvo križarsko vojno. V 11. stoletju je v Španijo prihajalo na pomoč vedno več tujih vitezov, večinoma iz Francije. Malo pred prvo križarsko vojno je papež Urban II. hrabril španske kristjane, naj osvojijo Tarragono in pri tem uporabljal skoraj enako simboliko in retoriko kot kasneje, ko je pozival prebivalstvo Evrope na prvo križarsko vojno.
Jedro zahodne Evrope se je po pokristjanjenju Sasov, Vikingov in Madžarov proti koncu 10. stoletja stabiliziralo, po drugi strani pa je po zlomu Karolinškega cesarstva nastal razred vojščakov, ki niso imeli drugega dela, kot da so se med seboj vojskovali. Izbruhe nasilja viteškega stanu je cerkev praviloma obsojala in v odgovor nanje sprožila gibanje Mir in sprava z Bogom (latinsko: Pax et Tregua Dei), s katerim naj bi v nekaterih dnevih v letu prepovedala vojskovanje. Reformistično misleči papeži so zato naleteli na nasprotovanje cesarjev Svetega rimskega cesarstva, kar je bil pozneje eden od vzrokov Investiturnega boja. Papeži, kot je Gregor VII., so s teološkega vidika utemeljevali vojskovanje proti cesarskim privržencem, kar je opravičevalo izkoriščanje vitezov v imenu krščanstva, ne samo proti svojim političnim nasprotnikom, ampak tudi proti muslimanski Španiji in, teoretično, tudi proti Seldžukom na vzhodu.
Na vzhodu Evrope je bilo Bizantinsko cesarstvo s krščanskim prebivalstvom, ki je že dolgo časa uporabljalo pravoslavno liturgijo. Vzhodna pravoslavna in rimskokatoliška cerkev sta bili ločeni že od velike shizme leta 1054. Zgodovinarji so trdili, da je bil eden od vzrokov in ciljev prve križarske vojne ravno ponovna vzpostavitev oblasti rimskokatoliške cerkve na vzhodu, čeprav papež Urban II. v svojih pozivih na vojno tega nikoli ni omenjal. Seldžuški Turki so po bizantinskem porazu v bitki pri Manzikertu leta 1071 zasedli skoraj vso Malo Azijo, tako da je Bizantinsko cesarstvo na predvečer koncila v Clermontu izgubilo več kot polovico svojega ozemlja. V času cesarja Alekseja I. Komnena je obsegalo samo še Balkan in severozahodni rob Anatolije, poleg Seldžukov na vzhodu pa so ga ogrožali tudi Normani na zahodu, severno od Donave pa še Pečenegi in Kumani. Cesar Aleksej I. je sicer izbojeval zmage nad Normani, Pečenegi in Kumani v evropskem delu cesarstva tako, da jih je kot najemnike uporabil ene proti drugim. V azijskem delu, ki so ga skoraj v celoti obvladovali Seldžuki, pa mu je manjkalo "zaveznikov", ki bi jih izigral enega proti drugem. Zato je prosil za pomoč papeža Gregorja VII., da bi prepričal svoje politične zaveznike - jedro njegove vojaške sile so tvorili južno italijanski Normani - za pomoč cesarstvu. Kot odgovor na poraz pri Manzikertu in kasnejše bizantinske izgube v Anatoliji je papež Gregor VII. pozval Kristusove vojake (latinsko: milites Christi), naj gredo na pomoč Bizantincem. Njegov poziv, ki so ga na zahodu večinoma zavestno prezrli ali mu celo nasprotovali, je na vzhodu vzbudil veliko pozornost.

### Stanje na Bližnjem vzhodu
Bizantici so se do prihoda križarjev stalno vojskovali s Seldžuki in drugimi turškimi vladarji za oblast v Anatoliji in Siriji. Seldžuki so bili ortodoksni suniti in so vladali v Velikem seldžuškem cesarstvu, ki je malo pred prvo križarsko vojno po smrti Malik Šaha I. leta 1092 razpadlo na množico majhnih držav. Malik Šaha je v anatolskem sultanatu Rum nasledil Kiliç Arslan I., v Siriji pa njegov brat Tutuš I., ki je leta 1095 umrl. Tutuševa sinova Radvan in Dukak, ki sta nasledila Alep oziroma Damask, sta Sirijo še naprej razdelila množici sprtih emirjev, med katerimi je bil tudi mosulski atabeg Kerboga.
Egipt in večina Palestine sta pripadala arabskemu šiitskemu Fatimidskemu kalifatu, ki se je po prihodu Seldžukov močno zmanjšal. Vojna med Fatimidi in Seldžuki je za lokalne kristjane in romarje z zahoda pomenila veliko prelomnico. Fatimidi, katerim je uradno vladal kalif al-Mustali, v resnici pa njegov vezir al-Afdal, so leta 1073 (v nekaterih starejših virih leta 1076) izgubili Jeruzalem in ga leta 1098, ko so v mestu vladali Artukidi, majhno turško pleme, povezano s Seldžuki, ponovno osvojili.

### Zgodovinopisje
Zgodovinarji so omenjali mnogo možnih vzrokov za nastanek prve križarske vojne, kateri od njih je pravi, pa je danes težko ugotoviti. Zgodovinopisje križarskih vojn odraža poskuse zgodovinarjev, da bi doumeli kompleksne vzroke in opravičila za vojne. Zgodnja sodobna teorija, tako imenovana Erdmanova teza, ki jo je razvil nemški zgodovinar Karl Erdmann, križarske vojne neposredno povezuje z reformskimi gibanji v 11. stoletju. Njegova teorija trdi, da sta bila primarna cilja vojn izvoz nasilja na vzhod in podpora Bizantinskemu cesarstvu v borbi s Seldžuki, osvojitev Jeruzalema pa drugoten in ljudem bolj razumljiv cilj.
Kasnejši zgodovinarji so na splošno ali sledili Erdmannovi tezi in jo razširili ali so jo zavrnili. Nekateri zgodovinarji, na primer Speros Vryonis, so na splošno poudarjali vpliv vzpona islama, še posebej pa nedavne nasilne prodore Seldžukov. Steven Runciman trdi, da so bili motivi za križarsko vojno kombinacija teoloških opravičil za sveto vojno ter splošnih nemirov in uživanja v avanturah, predvsem med Normani in mlajšimi sinovi francoskih plemičev, ki niso imeli nobenih drugih možnosti. Runciman celo namiguje, da ni bilo nobene neposrednje grožnje iz islamskega sveta in trdi, da je bila »sredi 11. stoletja velika večina kristjanov v Palestini malokdaj tako zadovoljna«. Kakorkoli že, Runcimanova trditev se lahko nanaša samo na Palestino v obdobju Fatimidov v letih 1029 do 1073, ne pa tudi v obdobju Seldžukov. Razen tega so viri za njegov na splošno pozitiven pogled na stanje med večino palestinskega krščanskega prebivalstva v poznem 11. stoletju nejasni, ker se je ohranilo zelo malo krščanskih virov iz tega obdobja, ohranjenih virov iz seldžuške Palestine pa sploh ni. Na osnovi sodobnih raziskav dokumentov iz judovske kairske genize, pa tudi kasnejših muslimanskih dokumentov, zgodovinar Moshe Gil v nasprotju z Runcimanom trdi, da je bila seldžuška zmaga in okupacija Palestine od približno leta 1073 do 1098 obdobje »pokolov in vandalizma, gospodarske stiske in iztrebljanja prebivalstva«. Opisi zgodnjih piscev, na primer Ignacija Melitanskega in Mihaela Sirijca, kažejo, da sta bili od Seldžukov podjarmljeni Coele-Sirija in obala Palestine »neusmiljeno uničeni in oplenjeni«.
Thomas Asbridge trdi, da je bila prva križarska vojna poskus papeža Urbana II. za širitev cerkvene moči in ponovno združitev rimske in konstantinopelske Cerkve, ki sta bili ločeni že od velike shizme leta 1054. Asbridge svoje trditve podpira s skromnimi dokazi iz Urbanovih lastnih spisov, Urbanova štiri ohranjena pisma, ki se nanašajo na križarsko vojno, pa ne izražajo takšnega motiva. Širjenje islama je bilo po Asbridgeovem mnenju nepomembno, ker sta »krščanstvo in islam več stoletij sobivala v relativnem sožitju«. Asbridge ne omenja niti takratnih turških osvajanj v Anatoliji in južni Siriji, ki so porušila napeto, vendar relativno stabilno ravnotežje moči med Bizantinskim cesarstvom in islamski silami, ki se je postopoma razvilo v 10. in 11. stoletju. Po porazu Bizantincev pri Manzikertu leta 1071 so muslimani zavzeli polovico ozemlja Bizantinskega cesarstva ter strateško in versko pomembna mesta, med njimi Antiohijo in Nikejo, ki so padla v seldžuške roke samo desetletje pred koncilom v Piacenzi. Razen tega so strašni opisi turškega osvajanja Anatolije, ki so jih zapustili vzhodnokrščanski kronisti Ivan Skilices, Mihael Attalejates, Matej Edeški, Mihael Sirijec in drugi, zbral pa jih je Speros Vryonis, v nasprotju z Asbridgeovo širokogrudno sliko mirnega sožitja med kristjani in muslimani v drugi polovici 11. stoletja.
Pogledi Thomasa Maddena so skoraj čisto nasprotni od Asbridgeovih pogledov. Madden trdi, da je bila križarska vojna vsekakor povezana s cerkveno reformo in poskusi vzpostavitve papeževe oblasti, vendar je bilo najpomembnejše pobožno prizadevanje za osvoboditev krščanskih sovernikov, ki so »trpeli v turških rokah«. Ta argument ločuje nasilje, ki se je zgodilo po nedavnih turških osvajanjih, od nasilja, ki je bilo posledica splošnega širjenja islama in se Runcimanu in Asbridgeu ni zdel pomemben. Christopher Tyerman v svojo tezo vključuje oba argumenta: križarska vojna se je razvila iz cerkvene reforme in teorij o sveti vojni, bila pa je tudi odziv na konflikt krščanske Evrope z islamskim svetom na Bližnjem vzhodu. Jonathan Riley-Smith trdi, da je bila križarska vojna tudi posledica slabih letin, prenaseljenosti in že pred tem obstoječih teženj za naselitev obrobnih področij Evrope.
Ideja, da so bile križarske vojne odziv na širjenje islama, izvira že iz 12. stoletja iz kronike Viljema iz Tira, ki se začenja z Omarjevo osvojitvijo Jeruzalema. Glavna islamska osvajanja so se zgodila že več stoletij pred prvo križarsko vojno, vendar so bili v mišljenju evropskih kristjanov tistega časa prisotni bolj sveži dogodki. Leta 1009 na primer je fatimidski kalif al-Hakim bi-Amr Alah uničil baziliko Svetega groba. Papež Sergij III. je v odgovor pozval na vojaški poseg in v Franciji je bilo zaradi napačnih informacij napadenih nekaj judovskih skupnosti. Cerkev je bila po al-Hakimovi smrti obnovljena in romanja so se spet začela, na primer veliko nemško romanje 1064-1065, napadi lokalnih muslimanov na romarje pa so se kljub temu nadaljevali. Na bolj nedavne turške vdore v Anatolijo in severno Sirijo so vzhodnokrščanski kronisti seveda gledali kot na pustošenje in jih kot take predstavili tudi papežu, ko so pri njem iskali pomoč.

## Koncil v Clermontu
Vzroki za križarske vojne so bili torej globoko ukoreninjeni v socialnih in političnih razmerah Evrope 11. stoletja, dogodek, ki je neposredno sprožil prvo križarsko vojno, pa je bila prošnja bizantinskega cesarja Alekseja I. Komnena za pomoč v boju proti Seldžukom. Seldžuki so v tistem času prodrli vse do Nikeje (Iznik), ki ni daleč od Konstantinopla. Marca 1095 je Aleksej poslal odposlance na koncil v Piacenzi s prošnjo papežu Urbanu II. za pomoč. Urban jih je ljubeznivo sprejel in morda upal, da bo s pomočjo Bizantincem zacelil veliko shizmo, do katere je prišlo pred petdesetimi leti, ter ponovno združil obe Cerkvi pod svojim primatom.
Julija 1095 se je Urban vrnil v Francijo, da bi zbral može za vojni pohod. Njegovo potovanje je doseglo višek na koncilu v Clermontu novembra istega leta, kjer je poleg številnih govorov imel tudi razvneto pridigo številnim francoskim plemičem in duhovščini, v kateri je podrobno opisal nasilje nad pravoslavnimi kristjani in romarji. Ohranjenih je pet različic Urbanovega govora. Zapisali so ga ljudje, ki so bili na koncilu (Balderik Dolski, Gvibert Nogentski, Robert Menih in Fulcher iz Chartresa), ali so se udeležili križarskega pohoda (Fulcher in anonimni avtor Geste Francorum). Obstoja tudi več drugih različic, ki so jih zapisali kasnejši zgodovinarji (Viljem Malmesburyjski in Viljem iz Tira). Vse te različice so bile napisane po padcu Jeruzalema, zato je težko ugotoviti, kaj je Urban v resnici rekel in kaj je bilo predrugačeno po uspešnem koncu križarskega pohoda. Edini avtentični zapisi iz tistega časa je nekaj pisem, ki jih je Urban pisal leta 1095.
Različice Urbanovega govora se v podrobnostih močno razlikujejo. Vse različice, razen tiste v Gesti Francorum, se na splošno ujemajo v tem, da je Urban govoril o nasilju v evropski družbi in potrebi po ohranitvi Božjega miru, pomoči Grkom, ki so prosili za pomoč, o tem, kdo je zaprosil za pomoč, o zločinih, ki so jih zagrešili proti kristjanom na vzhodu, o novi vrsti vojne, ki bi bila nekakšno oboroženo romanje in o nagradah v nebesih in odpustitvi grehov vsem tistim, ki bi v vojni morda umrli. Jeruzalema kot končnega cilja vojne ne omenjajo vse različice, kasneje pa se je dokazovalo, da je Urban v kasnejših pridigah razkril svoja pričakovanja, da bo pohod prišel vse do Jeruzalema. Ena od različic omenja, da se je navdušena množica na Urbanovo pridigo odzvala s krikom Deus vult! (Tako hoče Bog). Druge različice govora te podrobnosti ne omenjajo.

### Zbiranje pohodnikov
Urbanov govor je bil skrbno načrtovan. O križarskem pohodu se je posvetoval s škofom iz Le Puy-en-Velaya Ademarjem Monteilskim in toulouškim grofom Rajmondom IV. in odprava je že na samem začetku dobila podporo dveh najvplivnejših voditeljev iz južne Francije. Ademar je bil prisoten na koncilu in je bil prvi, ki je »vzel križ«, oziroma si ga dal prišiti. Urban je do konca leta 1095 in leta 1096 širil svoje sporočilo po Franciji in pritiskal na svoje škofe in legate, naj v svojih škofijah po Franciji, Nemčiji in Italiji pridigajo za križarski pohod. Odziv na njegov govor je bil mnogo večji, kot sta on in Aleksej Komnen pričakovala. Urban je na svoji turneji po Franciji poskušal prepovedati udeležbo nekaterim slojem prebivalstva, na primer ženskam, menihom in bolnim, kar se je izkazalo za skoraj nemogoče. Iz pridig se je namreč dalo sklepati, da se pohoda lahko udeležijo vsi, ki se bodo zaobljubili, da bodo romali do bazilike Svetega groba. Ob zaobljubi so dobili križ, ki so ga običajno prišili na svoja oblačila. Na koncu večina tistih, ki so se odzvali, niso bili vitezi, pač pa kmečko prebivalstvo brez premoženja in vojaških izkušenj, katerega sta tako posvetna kot cerkvena aristokracija zelo težko obvladovali.
Thomas Asbridge je takole opisal zbiranje pohodnikov: »Edino, kar lahko storimo, je, da ocenjujemo število ljudi, ki so se v tisočih odzvali na križarski ideal, poleg tega pa lahko samo ugibamo, kakšni so njihovi motivi in nameni.« Starejše generacije zgodovinarjev so trdile, da sta križarje motivirala pohlep in upanje na boljše življenje proč od pomanjkanja in vojn, ki so se dogajale v Franciji, Asbridge pa na to pripominja, da je »ta slika ... popolnoma zavajajoča«. Svojo trditev podpira s tem, da je bil pohlep zaradi izjemno visokih stroškov potovanja malo verjeten glavni razlog, poleg tega pa se je večina križarjev po opravljenem romanju vrnila domov in si ni ustvarjala premoženja v Sveti deželi. Motive množice revežev, o katerih ni nobenega zgodovinskega zapisa, in celo motive pomembnih vitezov, katerih zgodbe so kasneje pripovedovali menihi in duhovščina, je težko ali nemogoče ugotoviti. Ker je bil v posvetni srednjeveški svet globoko ukoreninjen duhovni svet cerkve, je bil za mnoge križarje verjetno glavni razlog za odhod njihova pobožnost.
Urban je kljub ljudskemu navdušenju organiziral tudi vojsko vitezov, sestavljeno večinoma iz francoske aristokracije. Poleg Ademarja in Rajmonda sta se pohodu leta 1096 priključila še papeževa zaveznika iz južne Italije Bohemond Tarantski in njegov nečak Tankred, Godfrej Bouillonski, ki je bil pred tem zaveznik cesarja Svetega rimskega cesarstva, njegov brat Baldvin Boulognski, brat izobčenega francoskega kralja Filipa I. grof Hugo I. Vermandoiški, brat angleškega kralja Viljema II. Robert Curthose in njegov sorodnik Štefan II. Bloiški ter Robert II. Flandrijski. Križarji so prihajali iz severne in južne Francije, Nemčije in južne Italije in so bili zato razdeljeni na štiri armade, ki med seboj niso vedno sodelovale, čeprav jih je družil skupen končni cilj.
Motivi plemstva so nekoliko jasnejši od motivov kmetov in pohlep verjetno ni bil najpomembnejši. Običajno se je trdilo (tako trdi tudi Runciman), da so se pohoda udeležili samo mlajši člani plemiških družin, ki so iskali bogastvo in avanture, doma pa niso imeli možnosti za napredovanje. Riley-Smith je dokazal, da ni bilo vedno tako. Križarski pohod so namreč vodili nekateri najvplivnejši francoski plemiči, ki so za seboj pustili vse premoženje in odšli na pohod s celo družino in na lastne ne prav majhne stroške. Med njimi sta bila na primer normandijski vojvoda Robert Curthose, ki je Normandijo dal v najem svojemu bratu Viljemu II. Angleškemu, in Godfrej Bouillonski, ki je prodal ali zastavil svoje premoženje cerkvi. Tankredov biograf zanj trdi, da je bil zaskrbljen zaradi grešne narave viteškega vojskovanja in je poskušal najti pobožen izhod za nasilje. Tankred in Bohemond, pa tudi Godfrej, Baldvin in njun starejši brat grof Evstahij Boulognski, so predstavniki družin, ki so cele odšle na križarski pohod. Riley-Smith trdi, da je navdušenje za križarski pohod morda temeljilo na družinskih vezeh, ker je bila večina francoskih križarjev v daljnem sorodstvu. Seveda je bilo tudi nekaj primerov, v katerih je bil glavni motiv osebni uspeh. Bohemond Tarantski na primer je na vsak način želel osvojiti ozemlje na vzhodu in je za dosego svojega cilja že pred prvo križarsko vojno napadel Bizantinsko cesarstvo. Zanj je bila križarska vojna kot naročena in je po osvojitvi Antiohije v mestu in okolici ustanovil svojo Antioško kneževino.

## Križarski pohod ubogih
Visoki francoski plemiči in njihova izurjena vojska niso bili prvi, ki so se odpravili na pot proti Jeruzalemu. Urban je organiziran odhod križarjev načrtoval na praznik Marijinega vnebovzetja 15. avgusta 1096, velike množice kmetov in malih plemičev pod vodstvom karizmatičnega duhovnika in spretnega govornika Petra Puščavnika iz Amiensa pa so se odpravile na pot že nekaj mesecev pred tem. Peter je bil najuspešnejši razširjevalec Urbanovega poziva, ki je med svojimi privrženci sprožil skoraj histerično navdušenje, čeprav verjetno ni imel Urbanovih pooblastil. Stoletje kasneje je bil že legendarna osebnost. Viljem iz Tira je bil prepričan, da je bil prav Peter tisti, ki je Urbanu vcepil idejo o križarski vojni, v kar so verjeli tudi zgodovinarji vse do 19. stoletja. Peter je vodil veliko skupino neusposobljenih in nepismenih kmetov, ki niso vedeli, kje je Jeruzalem, med njimi pa je bilo tudi mnogo vitezov, na primer Valter Sans Avoir, ki je bil Petrov poročnik in je vodil ločeno skupino pohodnikov.
Petrova vojska se je v vzhodni Evropi zaradi pomanjkanja vojaške discipline udeležencev kmalu znašla v težavah, čeprav je bila še vedno na krščanskem ozemlju. Vojska, ki jo je vodil Valter, se je zaradi pomanjkanja hrane v Beogradu spopadla z Madžari, vendar je skoraj neokrnjena prišla do Konstantinopla. Medtem se je tudi vojska, ki jo je vodil Peter in je hodila za Valterjevo vojsko, spopadla z Madžari in morda celo zavzela Beograd. V Nišu jo je bizantinski guverner poskušal oskrbeti, zaradi nediscipline pa je morala posredovati bizantinska vojska. Peter je prišel v Konstantinopla avgusta 1096, kjer se je pridružil Valterjevi vojski in skupinam pohodnikov iz Francije, Nemčije in Italije, ki so potovale vsaka zase. Vojska iz Češke in Saške je kmalu po odhodu razpadla in ni uspela priti niti preko Ogrske.
Neukrotljiva drhal je zaradi pomanjkanja hrane začela napadati in pleniti okolico Konstantinopla, zato je Aleksej na hitro zbral ladje in teden dni kasneje množico prepeljal preko Bosporja v Anatolijo. V Anatoliji se je množica razpršila in začela pleniti po podeželju, dokler ni v bližini Nikeje naletela na Seldžuke, ki so večino križarjev pobili. Nekaj italijanskih in nemških križarjev je bilo konec avgusta poraženih in pobitih pri Kserigordonu. Valterjevi in Petrovi privrženci na čelu s približno petdesetimi vitezi so se s Seldžuki spopadli oktobra pri Civetotu. Turški lokostrelci so križarsko vojsko uničili in Valterja ubili. Peter, ki je bil v tistem času v Konstantinoplu, se je skupaj z nekaj preživelimi iz Civetota kasneje pridružil glavnini križarske vojske.

### Napadi na Jude v Porenju
Antisemitizem v Evropi je obstajal že stoletja, pridige o prvem križarskem pohodu pa so razvnele takšno gonjo proti Judom, da jo imajo nekateri zgodovinarji za prvi holokavst. Napadi na judovske skupnosti v Franciji in Nemčiji so se začele že konec leta 1095 in na začetku leta 1096, se pravi nekaj mesecev pred uradnim začetkom pohoda, ki je bil napovedan za avgust. Maja 1096 je Emicho Flonheimski, včasih napačno imenovan tudi Emicho Leiningenski, napadel Jude v Speyerju in Wormsu. Emichu so se pridružili tudi neuradni križarji iz Švabske, ki jih je vodil Hartmann Dillingenski, francoski, lorenski in flandrijski prostovoljci, ki sta jih vodila Drogo Nesleški in Viljem Carpenter, in mnogi lokalni voditelji, ki so konec maja uničili judovsko skupnost v Mainzu. V Mainzu je neka Judinja raje sama ubila vse svoje otroke ko da bi gledala, kako jih ubija podivjana drhal. Glavni rabin Kalonymus Ben Meshullam je, sluteč da ga bodo ubili, naredil samomor.
Emichova skupina je nato odšla na sever v Köln, drugi pa so nadaljevali pot v Trier, Metz in druga mesta. Peter Puščavnik v nasilju proti Judom verjetno ni sodeloval, vojska, ki jo je vodil duhovnik Folkmar, pa je napadala Jude bolj vzhodno na Češkem. Emichova vojska se je zatem odpravila na Ogrsko, kjer jo je vojska ogrskega kralja Kolomana porazila in Emichovi pristaši so se razbežali. Nekateri so se pridružili drugim skupinam pohodnikov, Emicho sam pa se je vrnil domov.
Mnogo napadalcev je hotelo prisilno pokristjaniti Jude, med njimi pa so bili tudi taki, ki so od njih zahtevali denar. Fizično nasilje nad Judi ni bilo nikoli del uradne politike cerkvene hierarhije in krščanski škofje, še posebno škof v Kölnu, so naredili vse, da bi Jude zaščitili. Nekateri od njih so za zaščito zahtevali tudi denar. Napadi so morda izvirali iz prepričanja, da so Judje, enako kot muslimani, Kristusovi sovražniki, sovražnike pa je treba potolči ali pokristjaniti. Godfrej Bouillonski je od Judov v Kölnu in Mainzu izsiljeval denar, mnogi križarji pa so se spraševali, zakaj bi morali za obračun z neverniki potovati tako daleč, če ti živijo v njihovi neposredni bližini.
Glavna očividca napadov na Jude na krščanski strani sta bila Ekkehard Aurski in Albert iz Aachna, na judovski strani pa Mainz Anonymous, Eliezer ben Nathan in Solomon bar Simson.
Papeži so pogrome kasneje obsojali in jih poskušali preprečiti, vendar so se dogajali tudi v vseh naslednjih križarskih vojnah.

## Pohod plemičev
Štiri glavne križarske vojske so zapustile Evropo približno ob napovedanem času avgusta 1096. Viteze iz Provanse je vodil Rajmond IV. Touluški, katerega je spremljal papežev legat Ademar, Normane iz južne Italije Bohemond Tarantski in njegov nečak Tankred, viteze iz Lorene bratje Godfrej in Evstahij Boulognski ter Baldvin Bouillonski, Francoze iz severne Francije grof Robert II. Flandrijski, Robert Normandijski (starejši brat kralja Viljema II. Angleškega), grof Štefan Bloiški in Hugo Vermandoiški, mlajši brat francoskega kralja Filipa I., ki se zaradi izobčenja pohoda ni smel udeležiti. Do Konstantinopla so hodile po različnih poteh, tam pa so se od novembra 1096 do aprila 1097 zbirale pred mestnim obzidjem. Prvi je prispel Hugo Vermandoiški, njemu pa so sledili Godfrej, Rajmond in Bohemond. Cesar Aleksej je bil na njihov prihod bolje pripravljen kot na prihod ubogih, zato je bilo na poti manj zapletov in nasilja.
Velikost celotne križarske vojske je težko oceniti, ker se številke tako očividcev kot sodobnih zgodovinarjev zelo razlikujejo. Vojni zgodovinar križarskih vojn David Nicolle ocenjuje, da je vojska štela 30.000-35.000 križarjev, med katerimi je bilo 5.000 konjenikov. Največjo skupino, ki je štela približno 8.500 pešakov in 1.200 konjenikov, je imel Rajmond. 
Plemiška vojska je imela ob prihodu v Konstantinopel bolj skromne zaloge hrane in drugih potrebščin in je od cesarja Alekseja pričakovala pomoč. Aleksej je bil zaradi slabih izkušenj s križarskim pohodom ubogih razumljivo sumničav, razen tega pa je bil med križarji tudi njegovi stari normanski sovražnik Bohemond, ki je skupaj z očetom Robertom Guiscardom večkrat napadel njegovo cesarstvo in je medtem, ko je križarska vojska taborila pred Konstantinoplom, celo načrtoval napad na mesto.
Križarji so morda pričakovali, da bo Aleksej postal celo njihov vodja, vendar za to ni imel nobenega zanimanja. Strinjal se je samo s tem, da jih bo čim prej ko bo mogoče prepeljal v Malo Azijo. Aleksej je v zameno za hrano in potrebščine od križarskih vodij zahteval, da mu prisežejo zvestobo in da cesarstvu vrnejo vsa osvojena ozemlja, ki so jih pred tem osvojili Turki. Prvi, ki je prisegel zvestobo, je bil Godfrej, njemu pa so sledili skoraj vsi vodje, vendar šele potem, ko so se meščani in križarji skorajda spopadli zaradi ropanja hrane. Prisegi se je izognil samo Rajmond, ker da cesarstvu enostavno ne more narediti nobene škode. Aleksej je križarskim vodjem pred odhodom v Malo Azijo svetoval, kako se je najlaže spopasti s seldžuškimi vojskami, na katere so kmalu zatem naleteli.

### Obleganje Nikeje
Križarske vojske so prišle v prvi polovici leta 1097 preko Bosporja v Malo Azijo, kjer se jim je pridružil Peter Puščavnik z ostanki svoje vojske. Cesar Aleksej jim je v pomoč poslal svoja generala Manuela Butumitisa in Tatikija. Prvi cilj križarske vojske je bilo nekdaj bizantinsko mesto Nikeja, ki je po seldžuški zasedbi postalo prestolnica njihovega Sultanata Rum z vladarjem Kılıçem Arslanom I. na čelu. Arslan, ki je bil takrat v osrednji Anatoliji na vojnem pohodu proti Danišmendom, je zaradi podcenjevanja moči drugega vala križarske vojske v mestu pustil svojo družino in državno blagajno. Prihodu križarjev je sledilo dolgotralno obleganje mesta. Ko je Arslan izvedel za napad križarske vojske, se je na hitro vrnil in jo 16. maja napadel. Križarji so napad odbili, obe vojski pa sta utrpeli velike izgube. Obleganje se je nadaljevalo s pičlimi uspehi, ker oblegovalci niso mogli preprečiti oskrbovanja mesta preko Izniškega jezera, ob katerem je mesto stalo. Da bi preprečili oskrbovanje, jim je Aleksej poslal ladje, ki so jih na valjih prikotalili preko kopnega. Ko so turški branilci videli ladje, so se 18. junija 1097 končno vdali Bizantincem. Mesto so zasedle bizantinske čete in na obzidju razobesile bizantinske prapore, kar se je pogosto omenjalo kot vir sporov med cesarjem in križarji. Plenjenje mesta je bilo prepovedano in križarji so lahko prihajali v mesto samo v majhnih skupinah z bizantinskim spremstvom. Takšna politika je bila skladna z zaobljubo, ki so jo križarji dali Alekseju, poleg tega pa so križarji za svoje sodelovanje dobili od cesarja dobro plačilo. Thomas Asbridge piše, da je bil »padec Nikeje posledica uspešne politike tesnega sodelovanja med križarji in Bizancem«. Križarji so po predaji Nikeje nadaljevali pohod proti Jeruzalemu. Štefan Bloiški je v pismu svoji ženi Adeli Bloiški napisal, da je »prepričan, da bo potovanje trajalo kakšnih pet tednov«, v resnici pa je trajalo dve leti.

### Bitka pri Dorileju
Konec junija so bili križarji na pohodu skozi Anatolijo. Spremljalo jih je samo nekaj bizantinskih čet pod Tatikijevim poveljstvom in so še vedno upali, da bo Aleksej za njimi poslal celo bizantinsko armado. Svojo armado so razdelili na dva dela, ker je bilo manjši skupini lažje obvladovati in oskrbovati. Prvi del vojske so vodili Normani, drugega pa Franki. Obe vojski naj bi se ponovno združili pri Dorileju, toda 1. julija je Normane, ki so hodili prvi, napadel Kılıç Arslan. Arslan je tokrat zbral mnogo večjo vojsko od tiste, ki je bila poražena pred Nikejo. Njegovi hitri lokostrelci na konjih so obkolili Normane, ki so se prerazporedili v tesno obrambno formacijo, s katero so obkrožili vso opremo in neoborožene spremljevalce in poklicali na pomoč Franke. Ko so Franki prišli na bojišče, je Godfrej prebil turški obroč, papežev legat Ademar pa je napadel Turke od zadaj. Turki, ki so pričakovali uničenje Normanov in ne tako hitrega prihoda Frankov, se z združeno križarsko vojsko niso želeli spopasti in so se raje umaknili.
Pohod skozi Anatolijo je zatem potekal brez spopadov, vendar je bil težaven, ker je Arslan med umikanjem za seboj požgal in uničil vse, kar bi križarjem lahko koristilo. Bila je sredina poletja in pohodniki so imeli zelo malo hrane in vode, tako da je umrlo mnogo ljudi in konj. Krščanski soverniki so jim včasih darovali nekaj hrane in denarja, najpogosteje pa so se oskrbovali z ropanjem in plenjenjem. Nekaj vodij pohoda se je še vedno prerekalo za vrhovno poveljstvo, vendar noben ni bil dovolj močan, da pri sam prevzel vodstvo. Ademarjeva avtoriteta duhovnega vodje pohoda ni bila nikoli vprašljiva. 
Po prehodu skozi Kilikijska vrata se je Baldvin Bouillonski s svojo vojsko odcepil od glavnine in odšel proti armenskemu ozemlju okoli Evfrata. Njegova žena, ki je imela posesti in premoženje v Evropi, je namreč po bitki pri Dorileju umrla. Baldvin je po njeni smrti ostal brez premoženja in ni imel nobenega razloga za vrnitev v Evropo, zato se je odločil, da bo do svojega fevda poskušal priti v Sveti deželi. Na začetku leta 1098 ga je posvojil in za svojega naslednika izbral edeški vladar Toros, ki zaradi svoje grške pravoslavne vere med svojimi armenskimi podložniki ni bil priljubljen. Toros je bil kmalu zatem ubit med uporom, ki ga je verjetno razpihal Baldvin. Baldvin je marca 1098 postal novi vladar Edese in ustanovil prvo križarsko državo Grofijo Edeso.

### Obleganje Antiohije
Glavnina križarske vojske je medtem korakala proti Antiohiji, ki je približno na pol poti med Konstantinoplom in Jeruzalemom. Pogled na mesto, ki ga je Štefan Bloiški opisal kot »veliko, da ne moreš verjeti in močno, da se ga ne da napasti«, je vzel križarjem ves pogum. Neposreden napad ni prišel v poštev, zato so poskušali kako drugače doseči vdajo ali v mestu najti izdajalca. Obleganje mesta se je začelo 20. oktobra 1097 in je trajalo skoraj osem mesecev. V tem času so porazili dve veliki vojski, ki sta prišli na pomoč obleganemu mestu. Prvi vojski, ki je prišla iz Damaska, je poveljeval Dukak, drugi, ki je prišla iz Alepa, pa Radvan. 
Antiohija je bila tako velika, da križarji niso imeli dovolj vojakov, da bi jo v celoti obkolili, zato se je lahko skoraj neovirano oskrbovala.
Maja 1098 se je Antiohiji približeval mosulski atabeg Kerboga, ki je nameraval razbiti blokado mesta. Bohemond je medtem podkupil poveljnika armenske straže Firuza, ki je križarjem predal svoj obrambni stolp mestnega obzidja. Križarji so vdrli v mesto in pobili večino prebivalcev. Samo nekaj dni kasneje je pred mesto prišla Kerbogova vojska in začela oblegati bivše oblegovalce. Morala križarjev je bila popolnoma na dnu, dokler ni menih Peter Bartolomej razglasil, da je v mestni cerkvi našel sveto sulico, s katero so na križu prebodli Jezusa Kristusa. Mnogi križarji, med njimi tudi papežev legat Ademar, so dvomili v njeno pristnost, večina pa jo je imela za znamenje zmage in morala je nekoliko zrasla.
28. junija 1098 je prišlo pred mestnim obzidjem do odločilne bitke, v kateri so zmagali križarji, ker Kerboga ni bil sposoben organizirati različnih oddelkov svoje vojske. Ko je križarska vojska zakorakala proti muslimanom, so fatimidski oddelki vojske dezertirali, ker so se bali, da se bo po porazu križarjev Kerbogova moč preveč okrepila. Kasnejša križarska legenda pravi, da jim je prišla na pomoč vojska krščanskih svetnikov, ki je ohromila Kerbogovo vojsko.
Bohemond je po zmagi trdil, da jih je Aleksej I. izdal, zato so vse zaobljube, ki so mu jo dali v Konstantinoplu, nične. Antiohijo je zahteval zase, s čimer se nekateri vodje, predvsem Rajmond Touluški, niso strinjali. Zaradi prepirov med plemiči se je odhod proti Jeruzalemu zavlekel do konca leta. 
Za to obdobje pohoda zgodovinarji menijo, da so se Franki iz severne Francije, Provansalci iz Južne Francije in Normani iz južne Italije imeli za različne narode in so vsak zase zahtevali čim višji položaj. V sporih je veliko vlogo igrala tudi častihlepnost križarskih vodij.
Medtem je izbruhnila epidemija kuge (ali morda tifusa), ki je zahtevala velik davek. Med žrtvami je bil tudi papežev legat Ademar, ki je umrl 1. avgusta 1098. Močno se je zmanjšalo tudi število konj, poleg tega pa jim muslimanski kmetje niso več hoteli dobavljati hrane. Po osvojitvi arabskega mesta Marat an-Numan decembra 1098 je prišlo med križarji do prvega dokumentiranega pojava kanibalizma. Manjšina skupina plemičev in vojakov je postajala vedno bolj nestrpna in zahtevala, da se nadaljuje pohod proti Jeruzalemu brez sprtih vodij. Na pot so se končno odpravili na začetku leta 1099 in za seboj pustili Bohemonda kot prvega kneza Antiohije.

### Obleganje Jeruzalema
Na pohodu ob sredozemski obali so križarji naleteli na malo odpora, ker so lokalni vladarji z njimi raje sklepali premirja in jih oskrbovali s hrano, kot da bi se z njimi bojevali. 7. junija 1099 so prišli do obzidja Jeruzalema, katerega so samo leto pred tem od Seldžukov osvojili Fatimidi iz Egipta. Mnogo križarjev se je po dolgi poti ob pogledu na mesto razjokalo.
Pokrajina okoli mesta je bila nerodovitna, brez vode in možnosti za nabavo hrane, poleg tega pa je križarjem stalno grozil napad lokalnih fatimidskih vladarjev. Popolna zapora mesta ni bila mogoča, ker so imeli premalo vojakov, zalog in časa, zato so se odločili, da bodo mesto osvojili z neposrednim napadom. Možnosti za uspeh so bile skromne, ker je od mogočne križarske vojske ostalo samo še 12.000 mož, med katerimi je bilo samo 1.500 konjenikov. Vojska je bila sestavljena iz različnih narodnosti, med njihovimi poveljniki pa ni bilo nobene sloge: ko sta se Godfrej in Tankred utaborila severno od mesta, se je Rajmond utaboril na jugu in Provansalci v začetnem napadu 13. junija sploh niso sodelovali. Prvi napad ni bil dovolj odločen, zato so križarje po osvojitvi zunanjega obzidja branilci z notranjega obzidja odbili.
Po spodletelem začetnem napadu so se sestali vsi vodje pohoda in sklenili, da bo naslednji napad bolj usklajen. 17. junija je v Jaffo prišla skupina genovskih mornarjev pod poveljstvom Guglielma Embriaca, v kateri so bili izkušeni inženirji, še bolj pomembno pa je bilo, da so jih oskrbeli z lesom, ki so ga dobili z razstavljanjem ladij. Morala križarjev je zrasla, ko je duhovnik Peter Deziderij razglasil, da je imel božansko videnje, v katerem je dobil navodilo, naj se postijo in zatem organizirajo bosonogo procesijo okrog mestnega obzidja, po kateri bo mesto padlo. Videnje je bilo zelo podobno svetopisemski zgodbi o Jozuetu med obleganjem Jeriha. Križarji so po trodnevnem postu 8. julija opravili procesijo, kot je naročil Deziderij, in kmalu zatem izvedeli, da prihaja iz Egipta Jeruzalemu na pomoč fatimidska vojska. Novice so križarje močno vzpodbudile k novemu napadu na mesto.
Končni napad na mesto se je začel 13. julija. Rajmondovi vojaki so napadli južna mestna vrata, medtem ko so drugi oddelki napadli severno obzidje. Provansalci na južnih vratih so imeli na začetku bolj malo uspeha. Napad na severnem obzidju je bil uspešnejši, ker so napadalci počasi, vendar vztrajno, izčrpavali branilce. 15. julija so na obeh straneh mesta sprožili odločilni napad in osvojili notranji okop severnega obzidja. Branilci na obeh straneh mesta so panično zapustili obzidje in križarjem odprli pot v mesto.

#### Pokol
Po uspešnem napadu na severno obzidje so branilci pred Tankredom in njegovimi možmi pobegnili na Tempeljski grič, kjer so jih zaledovalci ujeli, še preden so lahko organizirali obrambo. Tankredovi možje so jih mnogo pobili, preživeli pa so se zatekli v mošejo Al Aksa. Tankred je ustavil ubijanje in beguncem v mošeji zagotovil zaščito. Ko so branilci južnega obzidja izvedeli za padec severnega obzidja, so pobegnili v citadelo in omogočili Rajmondu in njegovim Provansalcem vdor v mesto. Poveljnik garnizona Iftikar al-Dawla je napadalcem ponudil predajo citadele v zameno za varen odhod v Askalon.
Popoldne se je začel pokol, ki je trajal do naslednjega jutra. Muslimane so pobili brez izjeme, Judje, ki so se zatekli v sinagogo, pa so zgoreli v podtaknjenem požaru. Naslednji dan so poklali tudi Tankredove ujetnike v mošeji Al-Aqsa. Nekaj muslimanov in Judov je pokol vseeno preživelo. Nekaterim je uspelo pobegniti ali so jih ujeli, da bi zanje kasneje dobili odkupnino. Pravoslavne krščanske prebivalce so že pred obleganjem izgnali iz mesta in so se zato pokolu izognili.
Anonimni avtor Geste Francorum, za katerega nekateri trdijo, da pretirava, je zapisal: »Pokol je bil tako velik, da so naši ljudje do gležnjev bredli po krvi«. Fulcher iz Chartresa je o tem napisal: »Če bi bili tam, bi videli, da so bile naše noge do gležnjev rdeče od krvi poklanih žrtev. Kaj naj še rečem? Nihče ni ostal živ, ker nismo prizanesli niti ženskam niti otrokom«. Tudi Gesta Francorum pravi, da je nekaj ljudem uspelo pobegniti iz mesta: »Ko so bili pogani premagani, so naši ljudje zajeli veliko število ljudi, tako moških kot žensk. Zajete so pobili ali jih obdržali kot ujetnike, kakor so pač hoteli«. V nadaljevanju kronike piše: »Naši vodje so nato ukazali, naj Saracene zaradi neznosnega smradu pobijamo zunaj mesta. Celo mesto je bilo polno trupel in živi Saraceni so morali vleči mrtve pred mestna vrata in jih zlagati v kopice, kot se zidajo hiše. Nihče še nikoli ni videl takšnega pokola poganov. Na pogrebne grmade so jih zlagali v piramide in samo Bog ve, koliko jih je bilo«.
Pripovedi očividcev ne dopuščajo nobenega dvoma, da je bil pokol po osvojitvi mesta velik, opisi v kasnejših srednjeveških kronikah pa so po mnenju nekaterih zgodovinarjev pretirani in da so delno razultat vpliva islamskih virov, delno pa rezultat napačnih tolmačenj apokaliptičnega jezika, s katerim so kronisti opisovali prizore. Takratni muslimanski odzivi na pokol so bili v primerjavi s kasnejšimi polemikami o teh dogodkih skromni.

### Ustanovitev Jeruzalemskega kraljestva
22. julija 1099 je bilo v baziliki svetega groba zborovanje, na katerem naj bi izbrali kralja novoustanovljenega Jeruzalemskega kraljestva. Krono so prvemu ponudili Rajmondu Touluškemu, ki je ponudbo, najbrž zaradi svoje pobožnosti, odklonil in pri tem verjetno upal, da bodo plemiči kljub temu vztrajali pri njegovi izvolitvi. Jeruzalemsko krono so zatem ponudili Godfreju, ki se ni bal za svojo pobožnost in je položaj posvetnega vodje sprejel. Rajmonda je takšen razvoj dogodkov tako razjezil, da se je s svojo vojsko umaknil iz Jeruzalema. 
Natančna vsebina in pomen Godfrejevaga vladarskega naslova je nakako sporna. Čeprav se je na široko trdilo, da si je nadel naslov Advocatus Sancti Sepulchri (»zagovornik« ali »branilec« svetega groba), se je ta naslov uporabljal samo na dokumentih, ki jih ni napisal sam Godfrej. Izgleda, da je Godfrej zase uporabljal bolj nejasen naslov princeps ali je preprosto obdržal svoj prejšnji naslov dux (vojvoda (Spodnje Lorene)). Po trditvah Viljema iz Tira, ki je pisal v poznem 12. stoletju, ko je bil Godfrej že legendaren junak, je Godfrej odklonil nositi »krono iz zlata« v mestu, v katerem je Kristus nosil »krono iz trnja«. Robert Menih je edini sodobnik in kronist križarskih vojn, ki poroča, da je Godfrej privzel naslov kralja.

### Bitka pri Askalonu
Križarji so se na poti proti Jeruzalemu neuspešno pogajali s Fatimidi. Ko so po osvojitvi Jeruzalema izvedeli, da jih namerava napasti fatimidska vojska, je Godfrej Bouillonski 10. avgusta 1099 povedel ostanke svoje vojske iz Jeruzalema proti Askalonu, ki je od Jeruzalema oddaljen kakšen dan hoda.
Fatimidska vojska je imela po nekaterih ocenah okoli 50.000 mož, po drugih pa 20.000-30.000 mož. Vojaki so bili večinoma seldžuški Turki, Arabci, Perzijci, Armenci, Kurdi in Etiopci. Poveljeval jim je vezir al-Afdal Šahanšah. Križarska vojska je po oceni Rajmonda Aguilerskega štela približno 1.200 vitezov in 9.000 pešakov.
12. avgusta so križarski izvidniki odkrili fatimidski tabor in križarji so takoj krenili proti njemu. Večina križarskih in muslimaskih zapisov pravi, da je Fatimide napad presenetil in da je bila bitka zato precej kratka. al-Afdal Šahanšah se je z ostanki svoje vojske umaknil v močno zastraženi in utrjeni Askalon. Naslednji dan so križarji izvedeli, da se je al-Afdal z ladjo umaknil v Egipt, in izropali vse, kar je ostalo v taboru. Po vrnitvi v Jeruzalem se je večina križarjev vrnila domov v Evropo.

## Križarski pohod leta 1101
Osvojitev Jeruzalema in bazilike Svetega groba je pomenila zadnje dejanje pohoda in izpolnitev križarske zaobljube. Mnogi pohodniki so se vrnili domov še preden so dosegli cilj, mnogi pa sploh niso zapustili Evrope. Ko se je v Evropi razvedelo, da je Jeruzalem osvojen, so te ljudi zasmehovali, papež pa jim je celo grozil z izobčenjem. Nazadnje so se vrnili domov tudi tisti, ki so vztrajali do konca in Fulcher iz Chartresa pravi, da je leta 1100 v novoustanovljenem kraljestvu ostalo samo nekaj sto vitezov. Kralj Godfrej je vladal samo eno leto, ker je julija 1100 umrl. Nasledil ga je brat Baldvin Edeški, ki je prvi prevzel naslov kralja Jeruzalemskega kraljestva. 
Leta 1101 so se križarji odpravili na novi križarski pohod. Udeležila sta se ga tudi Štefan Bloiški in Hugo Vermandoiški, ki sta se s prvega pohoda vrnila domov še preden sta prišla do Jeruzalema. Križarsko vojsko so v Anatoliji Seldžuki skoraj v celoti uničili. Preživeli so se umaknili v Jeruzalem in po svojem prihodu pomagali utrjevati mlado kraljestvo. V naslednjih letih so kraljestvo podprli tudi italijanski trgovci, ki so začeli v sirijskih pristaniščih ustanavljati svoje kolonije, ter vojaški in cerkveni redovi, predvsem templjarji in hospitalci, ki so nastali med vladanjem Baldvina I.

## Analiza prvega križarskega pohoda

### Posledice
Prva križarska vojna je za Evropo brez dvoma pomenila velik uspeh. Po vojni se je začel razcvet večjih mest, ki je pomenil nov denar za financiranje novih odprav. Italijanske obmorske mestne države, posebno Beneška in Genovska republika, so začele širiti trgovino na Bližnji vzhod. Papeži so na križarje gledali kot na sredstvo za širjenje svojega vpliva in vojaško silo za naslednje vojne z versko vsebino. Vojna je spremenila tudi poglede na vero: verska disciplina, ki je pred tem veljala samo za duhovščino, se je prenesla tudi na vojake, tako da je nastala nova predstava o verskemu vojaku in viteški časti.
Križarje, ki so preživeli pohod v Jeruzalem in se vrnili v Evropo, so imeli za heroje. Robert Flandrijski je v zahvalo za svoja junaštva dobil vzdevek Hierosolymitanus - Jeruzalemski. Godfrej Bouillonski je postal legenda že nekaj let po svoji smrti. Odsotnost križarjev je v mnogih primerih močno vplivala na domače politično stanje. Med odsotnostjo Roberta Curthosa na primer je angleška krona prešla namesto nanj na njegovega brata Henrika I. Angleškega, kar je povzročilo spor, ki se je končal šele po bitki pri Tinchebrayu leta 1106.
Na Bližnjem vzhodu je križarski vojni sledila ustanovitev križarskih držav v Edesi, Antiohiji, Jeruzalemu in Tripoliju ter armenskega kraljestva Kilikija v Anatoliji. Pritisk Seldžukov na Bizantinsko cesarstvo se je zato zmanjšal in cesarstvo je s pomočjo križarjev ponovno osvojilo nekaj svojega prejšnjega anatolskega ozemlja. V 12. stoletju je na Bližnjem vzhodu zavladalo obdobje relativnega miru in razcveta.
Vpliv novih krščanskih držav na muslimanske države na vzhodu je bil postopen, vendar pomemben. Smrt Malik Šaha leta 1092 je povzročila politično nestabilnost in delitev Seldžuškega cesarstva, ki je preprečila usklajeno seldžuško obrambo pred agresivnimi in eskpanzionističnimi latinskimi državami. Sodelovanje med muslimanskimi državami je bilo več desetletij težavno, potem pa so se od Egipta do Sirije in Bagdada postopoma začeli širiti pozivi za izgon križarjev, ki so dosegli višek z združenjem bižnjevzhodnih državic pod ajubidsko oblastjo in Saladinovo osvojitvijo Jeruzalema leta 1187.
Papežu Urbanu II., ki je bil odgovoren za prvo križarsko vojno, papeštva kot vrhovne duhovne avtoritete ni uspelo razširiti na Vzhod. Tudi razkola med Vzhodno in Zahodno cerkvijo, ki je nastal leta 1054, mu ni uspelo premostiti. Ravno obratno: razkol je postal še globlji in je dosegel višek v četrti križarski vojni, v kateri so Latinci leta 1204 popolnoma izropali Konstantinopel in pobili ogromno njegovih prebivalcev. Bizantinsko cesarstvo je po tej vojni začelo slabeti in je na koncu postalo lahek plen osmanskih Turkov.

### Romarji
Udeležencev pohoda, ki se sedaj imenuje križarski, prvotno niso imeli za križarje. Zanje so uporabljali različna imena, na primer romarji (latinsko: peregrinatores), verniki svetega Petra (fideles Sancti Petri) ali Kristusovi vitezi (milites Christi). Pohod so imeli za potovanje (iter) ali romanje (peregrinatio), čeprav romarji niso smeli nositi orožja. 
Vsi romarji so se pred odhodom zaobljubili (votus), da bodo romali do Jeruzalema in so zato dobili križ (crux), ki so ga običajno prišili na svoja oblačila. Iz tega so nastali izrazi, da so vzeli križ, križar in križarski pohod oziroma križarska vojna. Kazen za prelom zaobljube je bila izobčenje. Romanje je bilo odprto za vse, ki so se ga želeli udeležiti. Nezaželene kandidate, se pravi ženske, otroke, ostarele in bolne, so poskušali prepričati, naj se pohoda ne udeležijo, vendar jim tega niso mogli preprečiti.

### Vzroki za udeležbo
Prvi križarski pohod, ki se je začel s skromno prošnjo bizantinskega cesarja Alekseja za vojaško pomoč v vojni proti Seldžukom, se je spremenil v preseljevanje narodov. Vzrokov za tako množično udeležbo različnih družbenih slojev prebivalcev je več. 
V križarju sta se dva srednjeveška lika – sveti vojak in romar – zlila v enega. Kot sveti vojak v sveti vojni se je lahko za Cerkev z vsemi njenimi duhovnimi dobrinami bojeval kdor koli in je zato od nje dobil odvezo vseh grehov ali celo mučeništvo, če je padel v boju. Podporo Cerkve in odvezo grehov je dobil tudi kot romar na romanju. Te odveze se seveda ne sme enačiti s siceršnjo srednjeveško odvezo, ki se je prodajala in kupovala kot trgovsko blago. Udeležba na pohodu je bila ena od oblik pokore oziroma samokaznovanja. 
Nekateri so se pohoda morali udeležili preprosto zato, ker je tako zahteval njihov zemljiški gospod. Revnejši sloji prebivalstva so za vodstvo pogosto zaprosili lokalne plemiče, ker so bili zato na romanju bolj varni kot tisti, ki so potovali sami. 
Eden od vzrokov so bile tudi družinske obveznosti. Mnogo ljudi se je pridružilo pohodu preprosto zato, da so spremljali sorodnika, ki je dal križarsko zaobljubo. Nekaterim plemičem, pa tudi kraljem in njihovim naslednikom, je bila udeležba zaradi njihovega položaja in nestabilnosti držav prepovedana.

### Duhovne in posvetne nagrade
Poziv na križarsko vojno je prišel v času, ko je obdobje bogatih žetev povečalo število evropskega prebivalstva, s čimer se je povečalo tudi število moških, sposobnih za vojskovanje. V Španiji se je začela rekonkvista in obdobje križarskih vojn. Povečanje števila prebivalcev je po drugi strani pomenilo, da je bilo doma vedno manj možnosti in priložnosti za doseganje tako duhovnih kot posvetnih ciljev. Obljuba, da je na vzhodu mogoče začeti živeti znova in mnogo laže kot doma, je zato mnogo ljudi prepričala, da so zapustili svoje domove.
Mnogi poznavalci takratnih dogajanj trdijo, da so bili jedro udeležencev mlajši sinovi plemičev, ki zaradi dednega prava niso imeli nobenih možnosti, da bi dobili zemljo in visok družbeni vpliv, in obubožani vitezi, ki so na vzhodu iskali novo življenje in premoženje. Mnogi so se že pred tem borili proti muslimanom v južni Španiji ali so imeli sorodnike, ki so bili tam. Pomembne so bile tudi govorice o zakladih in sklepanje: »če je že v Španiji toliko bogastva, koliko ga je šele v Jeruzalemu«. Vse to je verjetno res, vendar to nikakor ni bila dovolj velika motivacija za tako množičen odziv. 
Sodobne raziskave kažejo, da je kljub Urbanovim obljubam duhovnih in posvetnih koristi, prevladala duhovna plat. Nedavna raziskava Jonathana Riley-Smitha je pokazala, da je bil križarski pohod izredno drag podvig, ki so si ga lahko privoščili samo bolj premožni plemiči, kot sta bila na primer Hugo Vermandoiški in Robert Curthose, ki sta bila v sorodu s francosko oziroma angleško kraljevo družino, in Rajmond Touluški, ki je vladal večini južne Francije. Stroški potovanja so bili tako visoki, da so tudi nekateri premožni plemiči morali prodati svojo zemljo sorodnikom ali Cerkvi, da so si omogočili odhod na vzhod. Mnogo družin je zaradi izposojenega denarja obubožalo. Riley-Smith pravi: »Prav nobenega dokaza ni, da je bila križarska vojna priložnost, v kateri so se družine znebile odvečnin sinov in se na ta način razbremenile«.
Primer, da je duhovna motivacija prevladovala nad posvetno, sta Godfrej Bouillonski in njegov brat Baldvin. Brata sta pozabila na pretekle spore s Cerkvijo in zapustila svoje premoženje lokalni duhovščini. Dokumente o predaji premoženja so napisali kar predstavniki cerkve in ne onadva, kar naj bi pomenilo, da jima ni mar za posvetne reči, ampak samo za svojo romarsko zaprisego.
Bolj revni plemiči (minores, premožni plemiči so se imenovali principes) so lahko preživeli samo z darovi ali tako, da so služili bolj premožnim plemičem. Takšen je bil na primer Tankred, ki je služil svojemu stricu Bohemondu. 
Kasnejše križarske vojne so financirali premožni kralji in cesarji, ali pa so zanje uvedli posebne križarske davke.

## Vojna v umetnosti in literaturi
Uspehi križarske vojne so navdihnili domišljijo pesnikov v Franciji in začeli so pisati razne chansons de geste, v katerih so opevali podvige Godfreja Bujonskega in drugih križarjev. Najslavnejša je na pol zgodovinska pesnitev Chanson d'Antioche, druge pa so popolnoma izmišljene in opisujejo tudi boje z zmaji ali na primer vpletajo Godfrejeve naslednike v legendo o Labodjem vitezu. 
Prvi pohod je navdihoval tudi umetnike v kasnejših stoletjih. Leta 1580 je Torquato Tasso napisal svojo v glavnem izmišljeno pesnitev Osvobojeni Jeruzalem, ki opisuje osvojitev Jeruzalema. V 9. stoletju je podobno pesnitev napisal Tommaso Grossi. Pesnitev je bila podlaga za Verdijevo opero I Lombardi alla prima crociata (Lombardi na prvem križarskem pohodu). 
Mnogo gravur s prizori s prvega križarskega pohoda je izdelal Gustave Doré.

### Primarni viri
- Albert iz Aachna, Historia Hierosolymitana
- Ana Komnena, Aleksiada
- Guibert of Nogent, Dei gesta per Francos
- Fulcher iz Chartresa, Historia Hierosolymitana
- Gesta Francorum et aliorum Hierosolimitanorum (neznan avtor)
- Peter Tudebode, Historia de Hierosolymitano itinere
- Raymond of Aguilers, Historia Francorum qui ceperunt Iherusalem
- Ibn al-Qalanisi, The Damascus Chronicle of the Crusades

### Sekundarni viri
- Asbridge, Thomas (2004). The First Crusade: A New History. Oxford. ISBN 0-19-517823-8.
- Baldwin, M. W. (1969). A History of the Crusades: The First Hundred Years. Madison, Wisconsin: University of Wisconsin Press. ISBN 978-0299048341.
- Bartlett, Robert (1994). The Making of Europe: Conquest, Colonization and Cultural Change 950–1350. Princeton. ISBN 0-691-03780-9.
- Chazan, Robert (1997). In the Year 1096: The First Crusade and the Jews. Jewish Publication Society. ISBN 0-8276-0575-7.
- Gil, Moshe (1997). A history of Palestine, 634–1099. Cambridge University Press. ISBN 0521599849.
- Hamilton, Bernard; France, John; Zajac, William G. (1998). The Crusades and their sources: essays presented to Bernard Hamilton. Ashgate. ISBN 0860786242.
- Hillenbrand, Carole (2000). The Crusades: Islamic Perspectives. Routledge. ISBN 0-415-92914-8.
- Hindley, Geoffrey (2004). A Brief History of the Crusades: Islam and Christianity in the Struggle for World Supremacy. London: Constable & Robinson. str. 300. ISBN 978-1-84119-766-1.
- Holt, P. M. (1989). The Age of the Crusades: The Near East from the Eleventh Century to 1517. Longman. ISBN 0-582-49302-1.
- Housley, Norman (2006). Contesting the Crusades. Malden, MA: Blackwell Publishing. ISBN 1-4051-1189-5.
- Konstam, Angus (2004). Historical atlas of the Crusades. Mercury Books. ISBN 1904668003.
- Lock, Peter (2006). Routledge Companion to the Crusades. New York: Routledge. ISBN 0-415-39312-4.
- Madden, Thomas (2005). New Concise History of the Crusades. Rowman & Littlefield. ISBN 0-7425-3822-2.
- Magdalino, Paul (1996). The Byzantine Background to the First Crusade. Canadian Institute of Balkan Studies. Arhivirano iz prvotnega spletišča dne 13. avgusta 2007. Pridobljeno 6. julija 2011.
- Mayer, Hans Eberhard (1988). The Crusades. John Gillingham. Oxford. ISBN 0-19-873097-7.
- Neveux, Francois (2008). The Normans. Howard Curtis. Robinson. ISBN 978-1-84529-523-3.
- Nicolle, David (2003). The First Crusade, 1096–99: conquest of the Holy Land. Osprey Publishing. ISBN 1841765155.
- Riley-Smith, Jonathan (1991). The First Crusade and the Idea of Crusading. University of Pennsylvania. ISBN 0-8122-1363-7.
- Riley-Smith, Jonathan, ur. (2002). The Oxford History of the Crusades. Oxford University Press. ISBN 0-19-280312-3.
- Riley-Smith, Jonathan (2005). The Crusades: A History (2nd izd.). Yale University Press. ISBN 0826472702.
- Riley-Smith, Jonathan (1998). The First Crusaders, 1095–1131. Cambridge. ISBN 0-521-64603-0.
- Runciman, Steven (1987). A History of the Crusades: Volume 1, The First Crusade and the Foundation of the Kingdom of Jerusalem. Cambridge. ISBN 9780521347709.
- Runciman, Steven (1980). The First Crusade. Cambridge. ISBN 0-521-23255-4.
- Setton, Kenneth (1969–1989). A History of the Crusades. Madison. Arhivirano iz prvotnega spletišča dne 1. aprila 2003. Pridobljeno 6. julija 2011.
- Treadgold, Warren (1997). A history of the Byzantine state and society. Stanford University Press. ISBN 0804726302.
- Tyerman, Christopher (2006). God's War: A New History of the Crusades. Cambridge: Belknap Press of Harvard University Press. ISBN 0-674-02387-0.
- Vryonis, Speros (1971). Decline of Medieval Hellenism in Asia Minor and the Process of Islamization in the Eleventh through Fifteenth Centuries. University of California Press. ISBN 0520015975.